# Bisbat de Huehuetenango
El bisbat de Huehuetenango (castellà: Diócesis de Huehuetenango; llatí: Dioecesis Gerontopolitana) és una seu de l'Església catòlica a  Guatemala, sufragània de l'arquebisbat de Los Altos Quetzaltenango-Totonicapán. Al 2016 tenia 922.900 batejats d'un total de 1.265.000 habitants. Actualment està regida pel bisbe cardenal Álvaro Leonel Ramazzini Imeri.

## Territori
La diòcesi comprèn el departament guatemaltec de Huehuetenango.
La seu episcopal és la ciutat de Huehuetenango, on es troba la catedral de la Immaculada Concepció
El territori s'estén sobre 7.400km² i està dividit en 30 parròquies.

## Història
La prelatura territorial de Huehuetenango va ser erigida el 22 de juliol de 1961 amb la butlla Laeto auspiciodel papa Joan XXIII, prenent el territori del bisbat de San Marcos. Originàriament era sufragània de l'arquebisbat de Santiago de Guatemala.
El 23 de desembre de 1967 la prelatura territorial va ser elevada a diòcesi amb la butlla Solet Apostolica del papa Pau VI.
El 13 de febrer de 1996 va passar a formar part de la província eclesiàstica de l'arquebisbat de Los Altos Quetzaltenango-Totonicapán.

## Cronologia episcopal
- Hugo Mark Gerbermann, M.M. † (8 d'agost de 1961 - 22 de juliol de 1975 renuncià)
- Victor Hugo Martínez Contreras (20 de setembre de 1975 - 4 d'abril de 1987 nomenat bisbe de Quetzaltenango)
- Julio Amílcar Bethancourt Fioravanti † (10 marzo 1988 - 27 d'abril de 1996 nomenat bisbe de Santa Rosa de Lima)
- Rodolfo Francisco Bobadilla Mata, C.M. † (28 de setembre de 1996 - 14 de maig de 2012 jubilat)
- Álvaro Leonel Ramazzini Imeri, des del 14 de maig de 2012

## Estadístiques
A finals del 2016, la diòcesi tenia 922.900 batejats sobre una població de 1.265.000 persones, equivalent al 73,0% del total.
| any  | població | població  | població | sacerdots | sacerdots       | sacerdots       | sacerdots             | diaques | religiosos | religiosos | parroquies |
| ---- | -------- | --------- | -------- | --------- | --------------- | --------------- | --------------------- | ------- | ---------- | ---------- | ---------- |
| any  | batejats | total     | %        | total     | clergat secular | clergat regular | batejats por sacerdot | diaques | homes      | dones      |            |
| 1966 | 300.000  | 310.000   | 96,8     | 38        | 1               | 37              | 7.894                 |         | 13         | 65         | 22         |
| 1970 | 308.000  | 349.352   | 88,2     | 33        | 5               | 28              | 9.333                 |         | 37         | 75         | 20         |
| 1976 | 325.000  | 368.807   | 88,1     | 24        | 6               | 18              | 13.541                |         | 27         | 59         | 20         |
| 1980 | 351.000  | 397.800   | 88,2     | 27        | 12              | 15              | 13.000                |         | 25         | 58         | 20         |
| 1990 | 420.000  | 525.000   | 80,0     | 15        | 10              | 5               | 28.000                |         | 12         | 57         | 19         |
| 1999 | 508.065  | 714.379   | 71,1     | 20        | 18              | 2               | 25.403                |         | 7          | 57         | 31         |
| 2000 | 524.895  | 731.209   | 71,8     | 20        | 18              | 2               | 26.244                |         | 6          | 59         | 31         |
| 2001 | 544.091  | 750.405   | 72,5     | 20        | 19              | 1               | 27.204                |         | 5          | 57         | 31         |
| 2002 | 547.778  | 754.092   | 72,6     | 21        | 20              | 1               | 26.084                |         | 5          | 50         | 31         |
| 2003 | 565.832  | 772.146   | 73,3     | 22        | 21              | 1               | 25.719                |         | 5          | 50         | 31         |
| 2004 | 583.390  | 772.146   | 75,6     | 23        | 21              | 2               | 25.364                |         | 6          | 44         | 31         |
| 2006 | 615.895  | 822.209   | 74,9     | 26        | 24              | 2               | 23.688                |         | 6          | 44         | 31         |
| 2010 | 690.519  | 896.833   | 77,0     | 27        | 25              | 2               | 25.574                |         | 6          | 45         | 31         |
| 2013 | 734.015  | 1.005.500 | 73,0     | 24        | 24              |                 | 30.583                | 4       | 5          | 57         | 30         |
| 2016 | 922.900  | 1.265.000 | 73,0     | 29        | 29              |                 | 31.824                |         | 6          | 59         | 30         |